# بشير صافية
 بشير صافية ( 1937 - 2002)
ولد في دمشق 1937 خريج معهد السينما بالقاهرة عام 1964 قدم عددا من الأفلام التسجيلية والروائية لصالح المؤسسة العامة للسينما وللقطاع الخاص خلال فترتي السبعينات والثمانينات. توفي عام 2002.
أعماله:
1. حب للحياة
فيلم 1981 إخراج
2. صيد الرجال
فيلم 1976 إخراج
3. الأحمر والأبيض والأسود
فيلم 1976 إخراج
4. غرام المهرج
فيلم 1976 إخراج
5. الحب الحرام
فيلم 1976 المخرج المساعد
6. العار (ثلاثية)
فيلم 1974 إخراج
المراجع
7.العالم سنة 2000 فيلم 1972 مخرج مساعد